# Bernat Espinalt
Bernat o Bernardo Espinalt i Garcia (Santpedor, Bages, segle xviii — Santpedor, Bages, segle xviii) va ser un geògraf català.

## Biografia

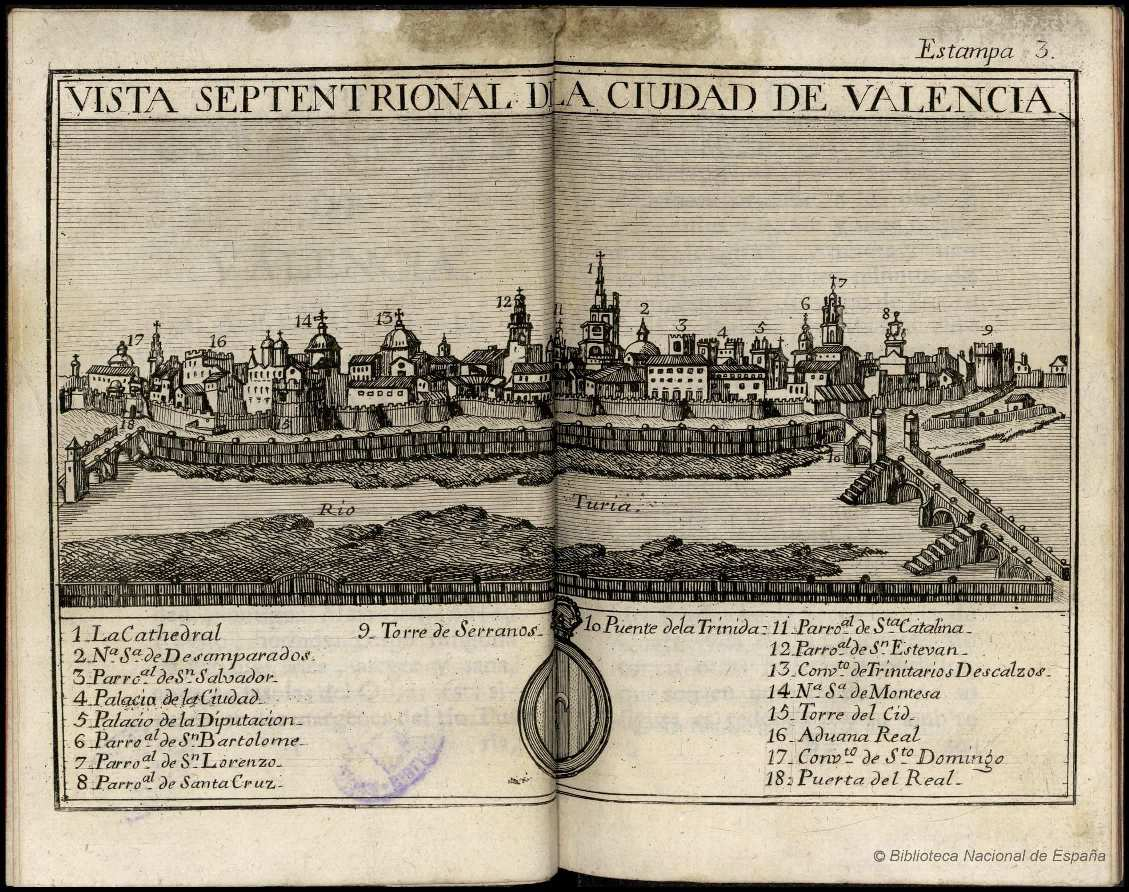
Atlante Español Tom VIII, 1784. Imatge de València.

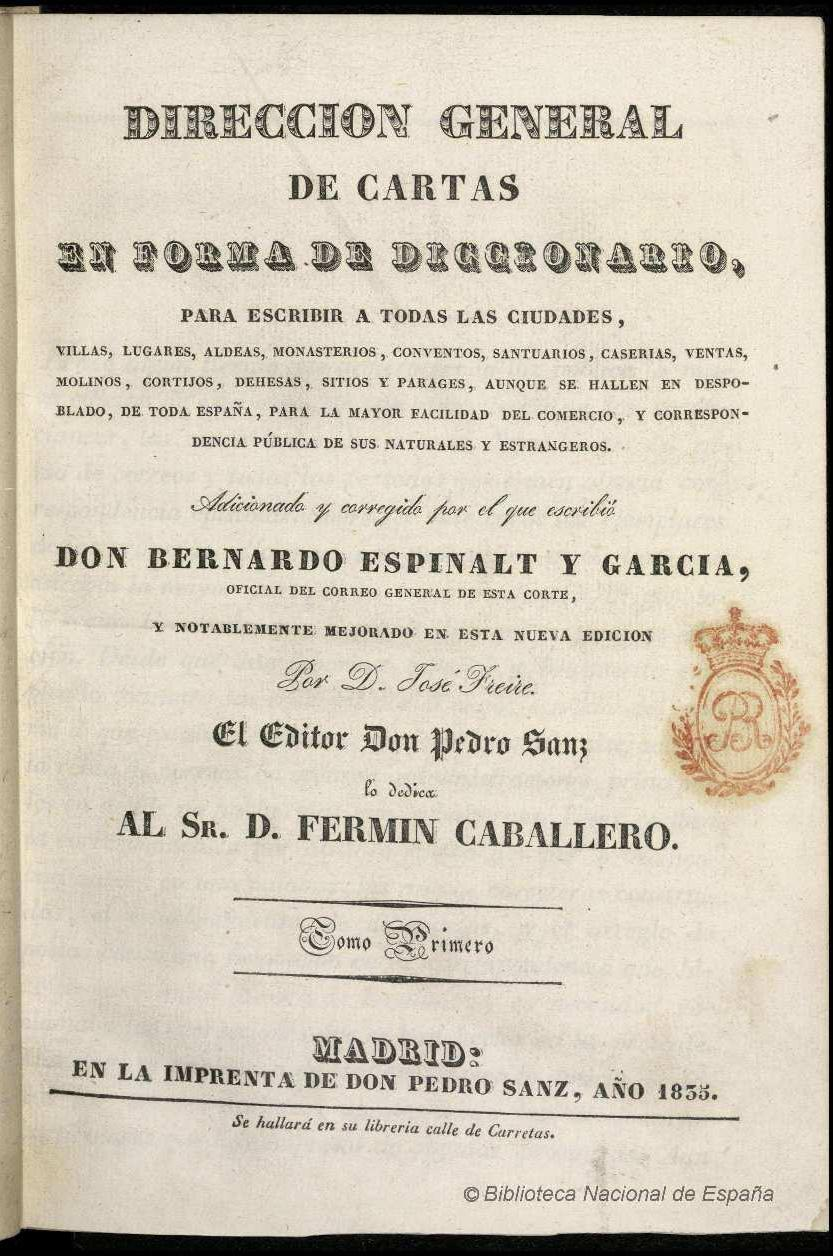
Direcció general de cartes en forma de diccionari, 1835.

Nascut a Santpedor, comarca del Bages, cap a 1778 era Oficial del Correu General de Madrid i sis anys més tard va ser ascendit a Administrador principal del Correu de València. Era membre de la Sociedad Económica de Amigos del País de Madrid.
Va escriure un celebèrrim Atlante español ó Descripción general Geográfica, Cronológica, é Histórica de España, por Reynos, y Provincias: De sus ciudades, Villas, y Lugares más famosos: de su Población, Ríos, Montes, &c. Adornado de estampas finas, que demuestran las Vistas perspectivas de todas las Ciudades: Trages propios de que usa cada Reyno, y Blasones que les son peculiares, publicada en catorze volums de petit format (vuitè) a Madrid, en la impremta d'Antonio Fernández, entre 1778 i 1795. L'obra, en què els llocs més importants van precedits de la corresponent làmina descriptiva gravada amb una visió general en perspectiva, i en què abunden els mapes amb les coordenades de latitud i longitud de les localitats, així com els resums de distàncies, ofereix notícies geogràfiques, històriques i artístiques de gran nombre de localitats entremesclades amb rondalles llegendàries i dades desconcertants. Va rebre per això algunes censures, com la de la Carta Crítica de D. Álvaro Gil de la Sierpe al autor de la obra intitulada Atlante Españo, «en la que para la Ilustración pública del Reyno de Valencia... se vindica a Gaspar Escolano...» (València: Joseph i Tomás d'Orga, 1787).
A més va escriure els dos volums d'una Dirección general de cartas en forma de Diccionario, para escribir a todas las ciudades, villas... (Madrid: Oficina de Pantaleón Aznar, 1775; una segona edició ampliada i corregida per José Freire va aparèixer en 1835), una Guía general de Postas y travesías de España (Madrid, 1794); va pretendre publicar una Miscelánea de noticias curiosas (1769) que se li va negar, però si va poder imprimir una Colección de Estampas de fachadas, ó vistas de Palacios, edificios y monumentos antiguos y modernos, no solo de la Corte de Madrid, y sitios Reales, sino también de todos los estados que componen la Monarquía Española de la què es fa ressò el Memorial Literario de gener de 1790. Bernat Espinalt va treballar amb un gravador també barceloní, Joan Minguet, que va il·lustrar el mapa d'Espanya de la Dirección general de cartas en forma de Diccionario.

## Obres
- Dirección general de cartas en forma de Diccionario, para escribir a todas las ciudades, villas... (Madrid: Oficina de Pantaleón Aznar, 1775. Una segona edició ampliada i corregida per José Freire va aparèixer en 1835).
- Atlante español ó Descripción general Geográfica, Cronológica, e Histórica de España, por Reynos, y Provincias: De sus ciudades, Villas, y Lugares más famosos: de su Población, Ríos, Montes, &c. Adornado de estampas finas, que demuestran las Vistas perspectivas de todas las Ciudades: Trages propios de que usa cada Reyno, y Blasones que les son peculiares, Madrid, en la impremta d'Antonio Fernández, 1778-1795, 14 vols. En vuitè.
- Guía general de Postas y travesías de España (Madrid, 1794).
- Colección de Estampas de fachadas, ó vistas de Palacios, edificios y monumentos antiguos y modernos, no solo de la Corte de Madrid, y sitios Reales, sino también de todos los estados que componen la Monarquía Española.